# Републикански път III-1307
Републикански път IIІ-1307 е третокласен път, част от Републиканската пътна мрежа на България, на територията на Плевенска област, Община Искър. Дължината му е 13,4 km.
Пътят се отклонява наляво при 89,1 km на Републикански път II-13 в центъра на град Искър, насочва се на север, преминава през село Староселци, пресича река Искър и южно от село Ставерци се свързва с Републикански път III-137 при неговия 22,9 km.
| Пътища, отклоняващи се надясно (населено място, № на пътя, посока на пътя) | km   | Пътища, отклоняващи се наляво (посока на пътя, № на пътя, населено място) |
| -------------------------------------------------------------------------- | ---- | ------------------------------------------------------------------------- |
| Община Искър, II-13, 89,1 km, гр. Искър ←                                  | 0,0  | ← с. Искър, 89,1 km, II-13, Община Искър                                  |
| (за с. Горна Митрополия) общински път, с. Староселци ←                     | 10,5 | с. Староселци                                                             |
| (до с. Крушовене) III-137, 22,9 km ←                                       | 13,4 | ← 22,9 km, III-137 (от гр. Кнежа)                                         |